# Stadtbergen
Stadtbergen – miasto w Niemczech, w kraju związkowym Bawaria, w rejencji Szwabia, w regionie Augsburg, w powiecie Augsburg. Leży około 5 km na zachód od Augsburga, przy drodze B17 i B300. 
Stadtbergen prawa miejskie otrzymało 12 maja 2007, wcześniej było gminą targową.

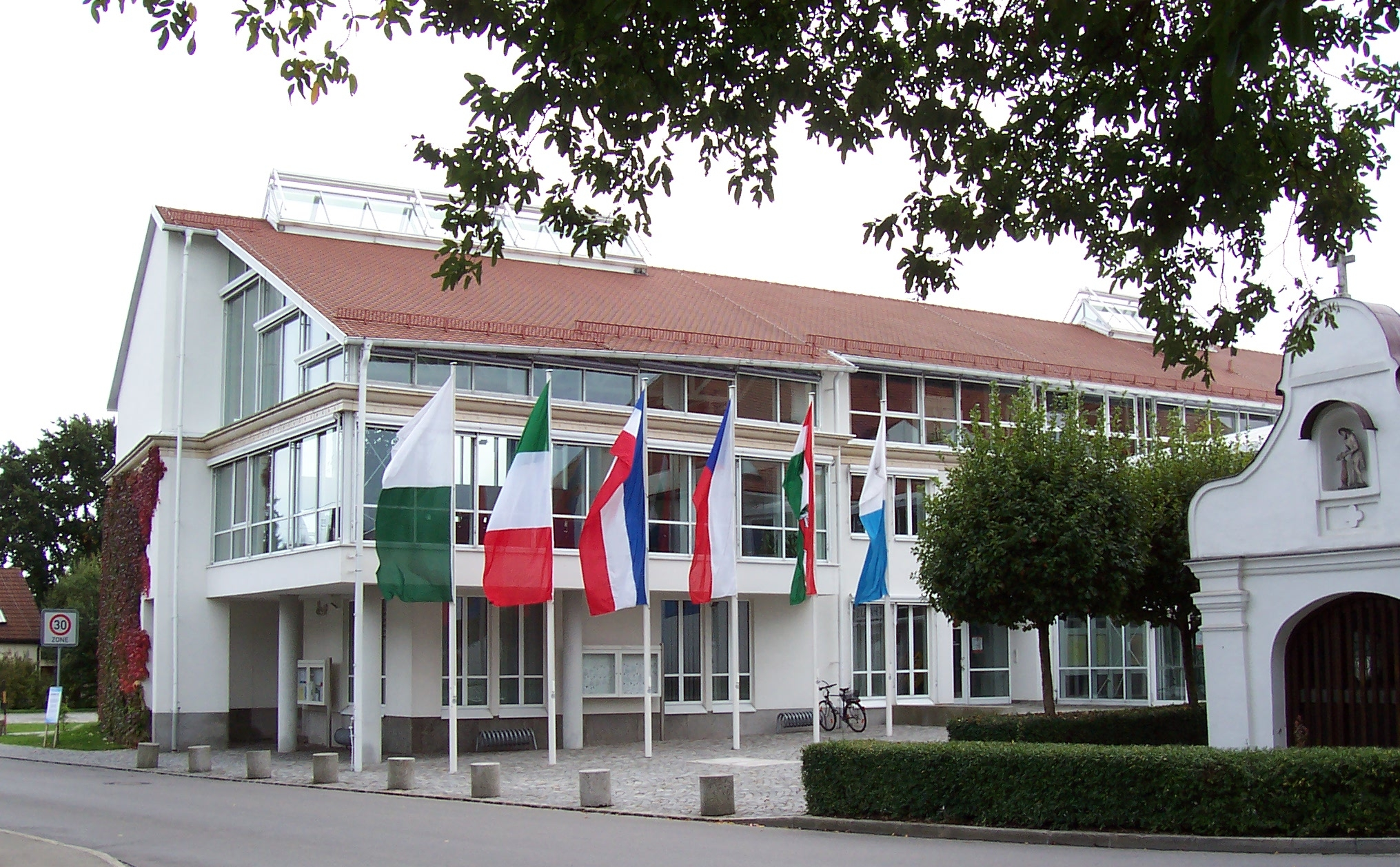
Ratusz

## Polityka
Burmistrzem miasta jest Ludwig Fink z SPD, rada miasta składa się z 24 osób.
|      | CSU | SPD | FW | Zieloni | PRO Stadtbergen | Razem |
| 2008 | 10  | 9   | 1  | 2       | 2               | 24    |
| 2002 | 10  | 10  | 2  | 1       | 1               | 24    |

## Współpraca
Miejscowości partnerskie:
- Bagnolo Mella, Włochy
- Baguida, Togo
- Brie-Comte-Robert, Francja
- Olbernhau, Saksonia
- Prefektura Fukushima, Japonia